# AKV Burgundia
Die Akademische Komment-Verbindung Burgundia ist eine farbentragende Studentenverbindung an der Universität Bern, die auch Absolventen der Berner Fachhochschulen offensteht. Sie wurde 1865 als Sektion des Schweizerischen Studentenvereins (SchwStV) gegründet, ist Mitglied im Bund Akademischer Kommentverbindungen (Block) und nichtschlagend. Die Burgundia war die erste Verbindung katholisch-konservativer Richtung an der damals liberal-radikalen Universität im reformierten Bern.

## Zweck und Organisation
Die AKV Burgundia ist ein Verein im Sinne des ZGB mit Sitz in Bern. Nach dem Zweckartikel in den Vereinsstatuten ist der «Zweck der Verbindung die Verwirklichung der Vereinsdevise: Virtus, Scientia, Amicitia.»
Der Aktivitas, die männliche Studenten aller Fakultäten vereinigt, steht semesterweise ein vierköpfiger Vorstand mit Senior, Consenior, Aktuar und Fuchsmajor vor. Die Burgundia pflegt, gestützt auf Bierkomment, Ususbuch und Statuten, verbindungsstudentisches Brauchtum. Die Devise des SchwStV lautet 'virtus – scientia – amicitia', der Wahlspruch der Burgundia 'Pro Deo et Patria'. Die Verbindungsfarben sind orange-weiss-grün, die Mützenfarbe ist orange.

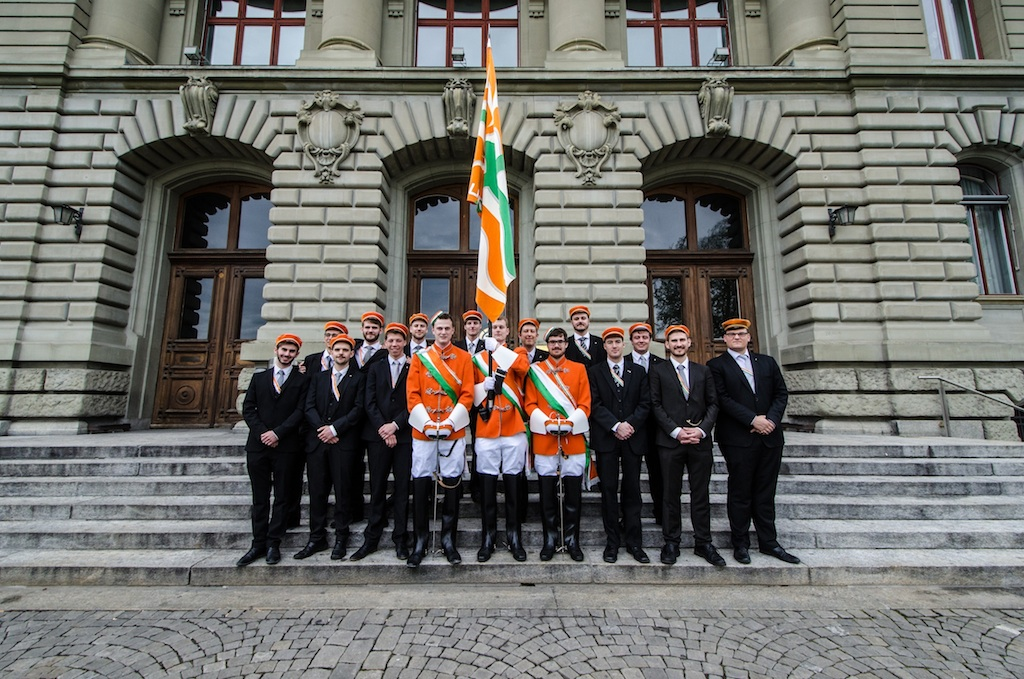
Die Aktivitas der AKV Burgundia im Jubiläumsjahr 2015

Seit ca. 1890 vereinigen sich die ins Berufsleben übertretenden Mitglieder der Studentenverbindung in der Alt-Burgundia, deren Ziele die Pflege der Lebensfreundschaft unter ihren Mitgliedern und die Förderung und Unterstützung der Mitglieder der Aktivitas in ihrem Studium und beim Übertritt ins Berufsleben sind. Ein wesentlicher Teil des Verbindungslebens von Aktivitas und Altherrenschaft spielt sich in den Stamm- und Verbindungslokalen ab, dazu kommen wissenschaftliche, politische, kulturelle und gesellschaftliche Anlässe. Seit 1984 besitzt die Burgundia ein eigenes Haus an der Speichergasse in Bern, getragen von der 1979 gegründeten Genossenschaft Burgunderhaus.

## Geschichte

### Gründungswirren

#### Erste Generation (1865–1870)
In den 1860er-Jahren schuf sich die Hochschule Bern im Fach Medizin durch personelle und organisatorische Veränderungen innerhalb weniger Jahre einen herausragenden Namen. Nachdem bereits 1861 eine Sektionsgründung in Bern erwogen wurde, mangels Kandidaten aber ausblieb, und auch im Winter 1864 ein Gründungsversuch scheiterte, wurde 1865 durch den Umzug der Luzerner Isidor Dahinden aus Weggis und Cyrill Kaufmann aus Wilihof, zweier Gründer der Sektion Basel, nach Bern die Grundlage zur erfolgreichen Sektionsgründung gelegt. Das dritte Gründungsmitglied, der Buochser Medizinstudent Jakob Wyrsch, war nach Studienaufenthalten in Freiburg i. Ue., Genf und München bereits 1864 nach Bern gezogen. Die Gründungsversammlung fand am 18. Mai 1865 unter dem Tagespräsidium des CC-Mitglieds Wyrsch statt. Starker Rückhalt aus dem Schweizerischen Studentenverein blieb zunächst aus, weil sich dieser in einer Identitätskrise befand. Als altgediente Mitglieder – Dahinden, Kaufmann und Wyrsch waren seit fünf Jahren StVer – wurde jedoch sogleich eine Sektionstätigkeit in vollem Umfang aufgenommen. Der Studienort Bern bot die besondere Chance, während der Session mit den Führungspersönlichkeiten aus den katholischen Kantonen und Regionen in Kontakt zu treten, was der Berner Sektion in Zeiten wachsender politischer Spannung im Vorfeld des Kulturkampfs und der Verfassungsdiskussionen, aber auch des zunehmenden Selbstbewusstseins der katholischen Opposition ein besonderes Gewicht verlieh.
Die Sektion Bern zählte in ihren Anfängen verhältnismässig wenige Mitglieder – die erste Generation (1865–1870) umfasste etwa 25 Mitglieder aus 13 Kantonen –, die jedoch umso aktiver waren. Über Trinksitten, die Pflege eines inoffiziellen Comments und Bierspiele oder über den Gebrauch von Kneipnamen schweigen die Quellen. Nachgewiesen sind aber mehrere Umzüge der Stammlokalität, unter den Stationen waren etwa das „Gambrinus“ oder der „Goldene Hahnen“ am Bärenplatz. Nachdem die Sektion Bern im WS 1868/69 erstmals ohne Nachwuchs blieb, bahnte sich eine Krise an, die in der Auflösung im Winter 1871 gipfelte. Zugleich radikalisierten sich führende Mitglieder in politischen Fragen wie jener nach dem Vereinszweck, den die Sektion Bern im Juni 1870 dahingehend umformulieren wollte, dass «Tugend, Wissenschaft und Freundschaft nach dem Vorbilde unserer Väter, im Sinn und Geiste des positiven Christenthums, zum Frommen des Vaterlandes» das Vereinsideal seien, was aufgrund der angestrebten konfessionellen Öffnung in weiten Kreisen des Vereins auf erbitterten Widerstand stiess. Angesichts gehäufter Attacken und der ausweglosen Lage traten die Berner «als Sektion» aus dem Verein aus. Den einzelnen Mitgliedern blieb so die Möglichkeit, sich im WS 1870/71 neu zu formieren, indessen vermochten die verbliebenen Mitglieder die Sektion nicht mehr zu halten, so dass die erste Verbindung des Studentenvereins in der Bundesstadt recht still starb, nachdem sie im Verein ins Abseits geraten war.

#### Zweite Generation (1874–1881)
Im Oktober 1874 kam es nach verschiedenen Bemühungen um eine Neugründung einer Sektion in Bern schliesslich zur erfolgreichen Rekonstitution durch sieben Vereinsmitglieder. In den Jahren 1877–1880 erhielt die Sektion Bern für eine an einer schweizerischen Hochschule angesiedelte Sektion verhältnismässig grossen Zuwachs an Mitgliedern, so dass sich der Bestand bis 1880 von acht auf vierundzwanzig verdreifachte. Nach mehreren Stammwechseln meldete die Sektion 1878 erstmals einen täglichen Stammbetrieb, was das Lokal zum ständigen Ort der Begegnung, des Gesprächs und zum „Zuhause“ aufwertete. In den folgenden Jahren ereigneten sich weitere Schritte hin zum autonomen Verbindungsprinzip, etwa in der Farbendiskussion, dem Ausbau des Kneipwesens und einer ausgeprägten Kodifizierungswut, in deren Zug Statuten und Komment immer grössere Bedeutung erlangten, das Leibburschentum eingeführt wurde und eine «Conkneipantenordnung» die Aufnahme von Nichtkatholiken und Ausländern ermöglichte. Die Zweisprachigkeit war in der Sektion Bern der siebziger Jahre noch markanter ausgeprägt als in der ersten Generation und ein knappes Drittel der Mitglieder war zwischen 1874 und 1881 französischsprachig. Noch immer dominierten die Mediziner mit über zwei Dritteln der Mitglieder, bis in die frühen 1890er-Jahre waren sie die zahlenmässig stärkste Fakultät in der Burgundia.
Infolge einer eskalierten Auseinandersetzung, in der sich die Berner Sektion gegen ein Obligatorium wissenschaftlicher Aufsätze im Vereinsorgan Monat-Rosen gewandt hatte, führte im Winter 1881/82 zum Austritt von zehn der sechzehn Berner Mitgliedern. Erneut war die Sektion in den drei vorhergehenden Semestern regelrecht ausgeblutet, nachdem 1876 bis 1880 jährlich elf bis zwölf Neumitglieder eingetreten waren.

### Die «katholische Studenten-Verbindung Burgundia» (1883–1890)

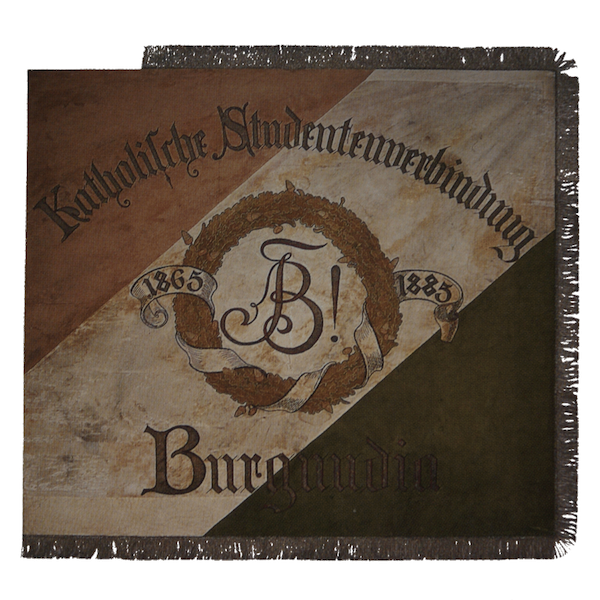
Erste Fahne der Katholischen Studenten-Verbindung Burgundia, nachmals AKV Burgundia, gestiftet von den «katholischen Töchtern Berns» als Revanche für das «glänzend verlaufene Ballfest» im Frühsommer 1885

Im Gegensatz zu 1864 und 1872/73 wurden nach der neuerlichen Auflösung keine Anstalten unternommen, die Berner Sektion wieder zu konstituieren. Vielmehr mussten die in Bern verbliebenen und neu angekommenen «Gründungswilligen» sich gegen Vorwürfe und Vorurteile wehren, bevor es nach zwei Semestern Inexistenz wieder zur Rekonstitution kam. Mit dem Eintritt von sechs Neumitgliedern 1883, um die aktiv geworben werden musste, wurde die Grundlage zur Transformation der gleichsam inkognito wirkenden Sektion des StV in eine farbentragende Studentenverbindung gelegt. Im Herbst 1883 wurde «nach langer und einlässlicher Debatte […] beschlossen, beim Akademischen Senate die Anerkennung als farbentragende Verbindung 'Burgundia' nachzusuchen.» Am 20. Dezember 1883 gab die «katholische Studenten-Verbindung Burgundia» zu Ehren der «conservativen Fraction der Bundesversammlung einen solennen Commers», wodurch auch die Fortsetzung von Traditionen, wie sie die «alten Sectionen» ins Leben gerufen hatten, demonstriert werden sollte. Ein halbes Jahr später ereignete sich mit dem ersten «Stiftungscommers» am 16. Juni 1884, der von zahlreichen National- und Ständeräten, die zur Session in Bern weilten, besucht wurde, ein Höhepunkt. Bis eigene Farben eingeführt wurden, sollte mangels genügender Liquidität nochmals ein weiteres Semester verstreichen. Ihre erste Vereinsfahne wurde der Burgundia im Sommer 1885 von den «katholischen Töchtern Berns» gestiftet.

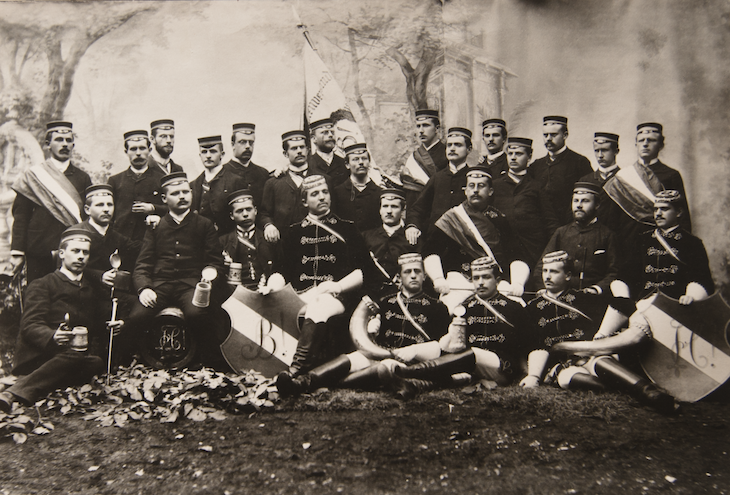
Die Aktivitas der AKV Burgundia im Sommersemester 1888

### Belle Epoque

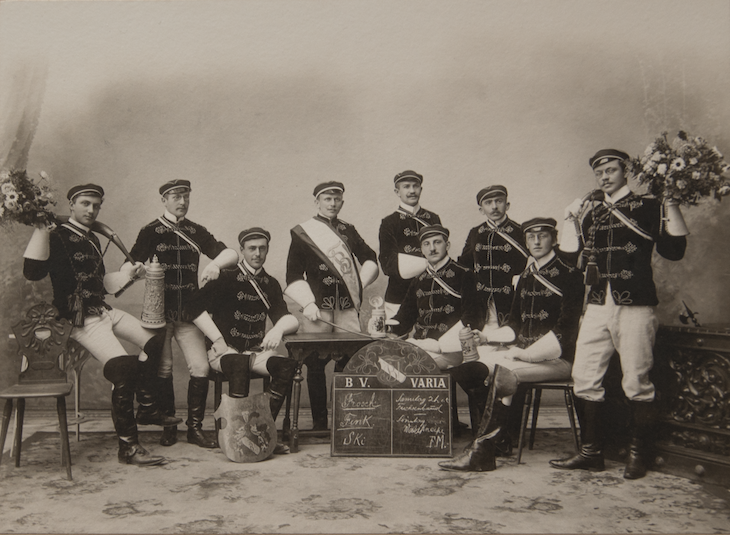
Fuchsenstall der AKV Burgundia im Sommersemester 1904

Die Stiftungsfeste von 1890 und 1891, die neben einem Festkommers auch Frühschoppen, Festzug, Aarefahrt und eine Naturkneipe umfassten, bezeugen eine bis dahin nicht erreichte Selbstsicherheit der Burgundia. Einerseits provozierten Attacken anderer Berner Verbindungen und der Presse, die ihren Ursprung in einem Streit um die studentische Krankenversicherung rührten, eine Reaktion der Burgundia, andererseits hatte die katholisch-konservativen Opposition ihren politischen Stellenwert in den letzten Jahren markant gesteigert. Mit der Gründung der Universität Freiburg 1889 erfuhr das alte Problem des Bildungsdefizits in der katholischen Schweiz zugleich eine partielle Lösung. Spielten Burgunder bei der Gründung des Freiburger Hochschulvereins im Sommer 1890 eine wichtige Rolle, beehrten die Freiburger Sektionen die Berner Stiftungsfeste im Gegenzug in grosser Zahl. Bis 1892 hatte sich die Burgundia soweit rehabilitiert, um nach dem 1889 erfolgten Ausschluss aus der Academia Bernensis wieder in dieselbe aufgenommen zu werden und in den Folgejahren die Geschicke der Academia und des Corporationenconvents (CC Bern) massgeblich mit zu leiten, zu welchem sich die farbentragenden Verbindungen 1899 zusammenschlossen. Eine bedeutende Vermittlerrolle nahm der Burgunder Franz Fäh v/o Bummel als amtierender CC-Präsident ein, indem er sich für die Aufnahme der 1901 gegründeten national-jüdischen schlagenden Verbindung Kadimah einsetzte, die ihrerseits bereits 1904/05 das Präsidium des CC Bern übernahm, was vom «Israelitischen Wochenblatt» vom 12. November 1904 als «ein für sich selbst redendes Zeugnis von dem Geiste der Toleranz, die in den Kreisen der hiesigen korporierten Studentenschaft herrscht» gewürdigt wurde.
Um 1890 konstituierte sich – der Sprachregelung der Aktivitas nach zu schliessen – die Alt-Burgundia, die sich spätestens 1893 eigene Statuten gab.
Die Jahre zwischen 1900 und 1912 lassen sich als die Periode des kompromisslosesten «inneren» Lebens und «äusseren Auftretens» charakterisieren wie es sich u. a. an den vier gleichzeitigen Stammlokalen, der Zahl und Form der Anlässe und in der distinguierten Haltung und Sprache gegenüber dem Gesamtverein und den CC-Verbindungen äusserte. Wie die Corps und corpsähnlichen Korporationen wilhelminischer Prägung, die auch auf dem Platz Bern zahlreicher anzutreffen waren als früher, trat die Burgundia in ihren Farben in der Öffentlichkeit überaus elitär auf, versteckte allerdings im Gegensatz zu jenen ihre politische und kirchlich-ethische Orientierung nie. Die Wirkung des komplexen Koordinatensystems zwischen StV, politisch-religiöser Kontrolle und Selbstkontrolle und CC Bern hielt an.

### Reformstreit
Im SS 1911 kulminierte eine Comment-Auslegung des Seniors Strebel in einer Grundsatzdebatte über die «Prinzipien der Burgundia». Bereits in den Monaten zuvor hatten sich in der Aktivitas zwei Lager gebildet, ein liberales und ein konservatives – diese Selbstbezeichnungen decken sich nicht mit dem Sprachgebrauch der jüngeren Vergangenheit; das konservative Lager suchte eine Annäherung zum Gesamtverein und war bereit zu gewissen Reformen, das liberale drängte zu mehr Verbindungsautonomie –, wobei die letztere eine Mehrheit bildete und mit Strebel den Senior stellte. Über die internen Meinungsverschiedenheiten bezüglich des äusseren Auftretens hinaus waren die Auseinandersetzungen auch ein Symptom der Verunsicherung. Verschiedene Vorstösse im Gesamtverein setzten die couleurstudentisch-traditionsbewussten akademischen Sektionen zunehmend unter Druck. Im Fall der Burgundia kam der Vorwurf des Liberalismus von Seiten der katholischen Kirchgemeinde dazu. Ein Konflikt mit der Alemannia, der aus einer Verstimmung über die Fahnenpatenschaft der Industria Burgdorf hervorging, vor allem aber auf einem seit einigen Semestern gespannten Verhältnis beruhte, geriet 1913 zu einem unschönen Kapitel der Geschichte beider Verbindungen, aus dem beide Parteien als Verlierer hervorgingen. Gegenseitige Provokationen und Polemisierungen resultierten in einem Verweis des CC an die Adresse der Burgundia, letztere jedoch verweigerte die Annahme jeglicher Verfügungen, was am 12. Juli im Ausschluss von 27 Burgundern aus dem Zentralverein gipfelte. Die Affäre erregte grosses Aufsehen – 16 Pressemeldungen erschienen in 9 Schweizer Tageszeitungen vom Juli 1913 – und konnte erst durch eine Verständigungskonferenz am 29. August ausgeräumt werden. Die Burgundia konnte auf diesem Weg durch Zugeständnisse und die Verständigung mit den Reformbefürwortern im Verein ihrer faktischen Auflösung zuvorkommen. Die Aktivitas liess sich den liberalen Geist durch den Reformstreit und interne Fälle jedoch nicht vollends austreiben; eine Debatte zur Interpretation des Zweckartikels des StV (§ 2) schloss mit einer Grundsatzerklärung ab, in der Frage der Verpflichtung zum Kirchenbesuch jeden nach seiner Überzeugung handeln zu lassen.

### Erster Weltkrieg
In den ersten Kriegsjahren schrumpfte die Aktivitas der Burgundia von bisher über dreissig Mitgliedern auf die Hälfte. Ausschlaggebend war nicht der Aktivdienst – in den Mitgliederverzeichnissen trugen zeitweise bis zu sechs Aktive den Vermerk «im Felde» –, zumal der Bestand bei den Freiburger Verbindungen konstant blieb. Eher hielt der zweifellos angeschlagene Ruf der Burgundia als liberale, feudale und schwierige Verbindung, potentielle Kandidaten von einem Eintritt ab. Betrug das Monatsgeld vor Kriegsausbruch noch bis zu acht Franken – ein mit nicht allzu vielen Bussen belasteter Bursche musste für die Verbindung pro Jahr etwa 400 bis 500 Franken aufwenden, das Dritteljahresgehalt eines ausgebildeten Bierbrauers –, wurde es nun aufgrund der schwierigen Lage, in der der Lebensmittelindex zwischen 1914 und 1918 um 130 Prozent anstieg, gänzlich gestrichen. Ein Jubiläumsanlass zum fünfzigsten Jahrestag der Gründung der Sektion Bern stand 1915 bei einem Mitgliederbestand von 13 Personen, Extralokale mitgezählt, nicht zur Diskussion. Durch die Aufnahme von vier Füchsen und einer Reihe von Übertritten aus anderen Verbindungen im WS 1915/16 frischten sich die Reihen auf und im SS 1916 nahm das Verbindungsleben wieder die Qualität früherer Jahre an und die Burgundia fand vor dem Reformsturm der kommenden Semester zurück zu innerer Einheit.
Im Gesamtverein dominierte in den Jahren 1908 bis 1917 die Reformdiskussion das Geschehen, die sich um das Selbstverständnis des Vereins und das Mass und die Rolle der farbenstudentischen Formen drehte. Die Abschaffung des «Trinkzwangs» geriet dabei zum bildhaften Kern der wesentlich weiterreichenden Reformbestrebungen. Tatsächlich beschränkten sich die Beschlüsse der GV in Zug 1916 auf eine Comment-Reform, die dazu nur partiell umgesetzt wurde. De facto war es weniger die Reformdebatte als die gesellschaftspolitischen Veränderungen, die in den Zwischenkriegsjahren sich wandelnden Studien und Lebensbedingungen und schliesslich die auch für Akademiker nicht mehr sichergestellten Erwerbsmöglichkeiten, die neue Massstäbe für das Verbindungsleben schufen.
Anfang 1917 schuf das CC mit dem Beschluss, «die Gründung einer nichtfarbentragenden Verbindung in Bern» zu gestatten, ein Präjudiz mit bedeutendem Ausmass für die weitere Vereinsgeschichte. Als direkte Folge kam es einerseits in Bern zur Gründung der Berchtoldia, die sich am 29. Mai unter der Führung von fünf von der Burgundia beim CC zum Ausschluss empfohlenen Jurassiern konstituierte, und andererseits zur prinzipiellen Formierung der späteren Gruppierung «Block», die sich in Opposition zu den reformorientierten Verbindungen stellte und die in verschiedenen Bereichen im Verein als themenbestimmender Akteur agieren wollte. Auf die Gründung der Berchtoldia folgten 1918 die Fryburgia und 1921 die Welfen als «Sektionen mit reduziertem Betrieb», so die offizielle Sprachregelung im StV. Bereits im Sommer 1917 waren den Reformgründungen in Umkehr des ursprünglichen Beschlusses Farben zugestanden worden, um das in den Zentralstatuten verankerte Farbenprinzip nicht zu verletzen. Ein offizieller Verkehr der Burgundia mit der Berchtoldia stellte sich erst 1923 ein.

### Zwischenkriegszeit und Zweiter Weltkrieg
Während die Immatrikulationszahlen an der Universität Bern nach dem Krieg bis 1930 unaufhaltsam sanken, verzeichnete die Burgundia in den Jahren 1918/19, 1919/20, 1920/21 und 1921/22 jeweils Eintritte zwischen vier und elf Füchsen. Im WS 1923/24 stieg die Gesamtzahl der Aktivitas auf den «Rekordwert» von 47 Mitgliedern, der erst 1938/39 mit 50 Mitgliedern übertroffen wurde. Da das Studium durch die Einführung praktischer Übungen und Seminarien in der juristischen, und von Praktika und klinischen Kursen in der medizinischen Fakultät für die mittleren und oberen Semester ein wesentlich anderes Gesicht erhalten hatte, lag die Last des Verbindungsengagements dennoch in den Händen einer kleinen Gruppe. Durch das 1925 von der Direktion des Unterrichtswesen sanktionierte «Reglement betreffend die Organisation der Studentenschaft der Universität Bern» (SUB) schwand die politisch wirksame Vertretung der im CC Bern vereinigten Verbindungen und mithin auch jene der Burgundia allmählich. Hochschulpolitische «Indolenz», die bisher den «Wilden» vorgeworfen worden war, drohte in Zukunft die Korporationen zu charakterisieren.
Im Juni 1925 wurde das 1915 ausgefallene Fest zum halben Zentenarium im Rahmen des 60. Stiftungsfests der Burgundia resp. der Sektion Bern gleichsam nachgeholt. Das Fest, zu dessen Anlass auch eine Vereinsgeschichte verfasst wurde (Kopp 1925), umfasste Abendschoppen im “Jura”-Garten, Frühschoppen und Bankett im “Casino”, Cortège durch die Stadt, Aarefahrt mit Damen, Abendschoppen in der “Neubrücke”, Festkommers im grossen Casino-Saal, Festgottesdienst in der Dreifaltigkeitskirche, Rundfahrt auf dem Thunersee mit anschliessender Garten-Party in Gunten und schliesslich einen inoffiziellen Katerbummel auf den Gurten. Erstmals lag die Organisation des Fests im Wesentlichen in den Händen der Alt-Burgundia, das Programm, in dem eine Gartenparty den Damenstamm und eine «flotte Jazz-Band» das Salonorchester ablöste, entsprach aber durchaus auch Wünschen der Aktivitas.
Der «Frontenfrühling» des Jahres 1933 führte zu einer ausgeprägten Politisierung der bürgerlich-konservativen Jugend, wobei der Kampf gegen den individualistischen Liberalismus und den kollektivistischen Sozialismus zum grössten gemeinsamen Nenner wurde. Die Burgundia entwickelte in dieser Zeit lebhafte politische Aktivitäten, vorab wahrgenommen durch ihre Vertreter im CC des Gesamtvereins. Die Burgundia war in der Zwischenkriegszeit keine isolierte Verbindung, sondern eine Verbindung mit erstarkender Altherrenschaft, eingebunden in den Schweizerischen Studentenverein, aktiv im Corporationen-Convent Ber und kooperationsbereit gegenüber der Schweizerischen Konservativen Volkspartei und der jungkonservativen Bewegung. Besondere Bedeutung nahm dabei der Kampf für die Totalrevision der Bundesverfassung ein, welche die konfessionellen Ausnahmeartikel revidieren wollte. Nach der ernüchternden Abstimmungsniederlage vom 8. September 1935 stellte die Burgundia ihre vaterländische Gesinnung wiederholt unter Beweis und die Botschaft über die Kulturwahrung und Kulturwerbung von 1938 rückte die geistige Landesverteidigung ins Zentrum, die als umfassendes Konzept dem persönlichen Engagement der Burgunder Sinn und Ziel stiftete. Für die grosse Mehrheit der Burgunder war der Widerstand gegen Einflüsse von links wie von rechts keine Frage. Es gab aber unter den Burgundern auch solche, die vorerst nicht merkten, wie der Faschismus die korporative Idee, die in der katholischen Soziallehre so neu nicht war, diskreditierte, die beeindruckt waren von den ersten wirtschaftlichen Erfolgen Hitlers oder die im Nationalsozialismus das unerlässliche Bollwerk gegen den Bolschewismus sahen. Foren der verbindungsinternen Auseinandersetzung hierüber waren nicht die Konvente, sondern die Gespräche am Stammtisch, wo bisweilen heftig diskutiert worden sein muss. In je einem Fall in den 1930er-Jahren und um 1940 wurden Mitgliedern, die den Nationalsozialisten nahe standen, «aus weltanschaulichen Gründen» aus der Aktivitas ausgeschlossen resp. mit Erfolg zum Austritt aus der Alt-Burgundia motiviert.
Wie das 50-jährige Bestehen 1915 wurde auch das 75-jährige Bestehen 1940 in aller Stille gefeiert. Im Folgejahr holte die Verbindung ihr Jubiläum nach, verbunden mit der Weihe einer neuen Fahne. Die zweite Mobilmachung im Sommer 1940 reduzierte den Bestand so stark, dass der traditionelle Verbindungsbetrieb zu stocken drohte. Nebst der Mitgliederknappheit wurden in diesem und in den weiteren Kriegsjahren auch andere interne Defizite und Notlagen verhandelt (Disziplin, Gemeinschaftssinn, persönliche Finanzen).

### Nachkriegsjahre
In den ersten Nachkriegsjahre war in der Burgundia eine allgemeine Aufbruchsstimmung fühlbar. Die Aktivitas wuchs wieder an, Anlässe konnten regelmässig und gut besucht stattfinden, das laue Verhältnis der Burgundia zum StV verbesserte sich, die Berner Korporationen erwiesen sich gegenseitigen Respekt und die Ehrenmitglieder des StV auf dem Platz Bern fanden sich zur Gründung eines Berner Philisterverbandes zusammen (1945). Das gestärkte Selbstvertrauen der Burgundia, das bereits in der Einführung eines Komplementärexamens für neueintretende Burschen in den 1945 revidierten Statuten zum Ausdruck kam, wurde gelegentlich auch als überheblich kritisiert, beispielsweise von CP Bernet in seinem Bericht über das Vereinsjahr 1946/47. Mit dem Umzug des Stamms vom Bürgerhaus in das feudalere Bristol, das unter der Wirtefamilie Genelin bis 1965 gesellschaftlicher Treffpunkt von Katholisch-Bern und der katholisch-konservativen Parlamentsfraktion war, erhielt die Burgundia zugleich einen Stamm mit Atmosphäre, gemütlichem Kneiplokal im Keller, geräumigem Archiv, Ballsaal und allem voran in Frau Genelin einer eigentlichen Stamm-Mutter. Zu Beginn der 1960er-Jahre tat trotz guter äusserer Umstände eine Einflussnahme durch die Altherrenschaft not. Mit dem Wohlstand gingen nämlich eine gewisse Perspektivlosigkeit und bisweilen zu stark ausgeprägte individualistische Tendenzen einher. Der Altherrenpräsident äusserte in diesem Sinne die Notwendigkeit, ein gesundes Gleichgewicht zwischen Fachstudium, Erweiterung und Abrundung der Allgemeinbildung und farbenstudentischem Frohsinn zu schaffen und den guten Ruf der Burgundia wieder mit einem realen Hintergrund zu unterfüttern.
Nachdem bis 1956 die jährliche Generalversammlung jeweils am Ort des Zentralfests stattgefunden hatte, wurden die Generalversammlungen der Alt-Burgundia ab 1957 an wechselnden Orten durch die Regionen ausgerichtet. Die Regionalvertreter hielten mit einer Statutenänderung 1962 offiziell Einzug in den Altherren-Vorstand, was die regionalen Organisationen weiter stärkte.
In politischer Hinsicht erfolgte in der Burgundia wie in anderen Verbindungen ein nahtloser Übergang von der geistigen Landesverteidigung zum Antikommunismus des kalten Krieges. Während es zwischen Burgundia und Zähringia 1947 zu einem verbalen Zusammenstoss kam, weil die letztere Mitglieder der sozialdemokratischen Partei in ihre Reihen aufgenommen hatte, tat sich die Burgundia selber schwer – die Diskussion erstreckte sich über vier Jahre – mit dem Ausschluss eines Alt-Burgunder, der bei den Sozialdemokraten aktiv politisierte. Stolz nahm die Burgundia dagegen die Wahl ihres Mitglieds Josef Escher in den Bundesrat am 14. September 1950 zur Kenntnis. Die Tatsache, dass als Eschers Nachfolger nach seinem Hinschied am 9. Dezember 1954 (zwei Wochen nach seinem gesundheitlich bedingten Rücktritt aus dem Bundesrat) in Thomas Holenstein am 16. Dezember wiederum ein Burgunder zu Ministerialehren kam, bildete einen glückstrahlenden Kontrapunkt zur tiefen Trauer wenige Tage zuvor. Erschüttert durch die Niederschlagung des Ungarnaufstands nahmen Burgunder im Herbst 1956 in corpore oder einzeln an Solidaritätskundgebungen teil. Der Uni-Ball, an dessen Vorbereitungen auch Burgunder arbeiteten, wurde abgesagt und zu Semesterende reisten Burgunder zu einem Einsatz im Rahmen der Ungarnhilfe nach Wien. Zu Beginn der 1960er-Jahre engagierte sich die Burgundia hochschulpolitisch in stärkerem Ausmass als üblich, um dem «Einbruch kommunistischer Elemente» in die SUB Gegensteuer zu geben. Der Besuch der Delegiertenversammlung der Studentenschaft wurde als offiziell erklärt und zwei Burgunder liessen sich in den Vorstand der Studentenschaft wählen. Die ursprünglich dominierende Rolle in der Studentenschaft und deren Politik verlor aber weiterhin mehr und mehr an Bedeutung.
Zum 100. Stiftungsfest der Turicia, die 1951 aus dem Block ausgetreten war, meldete die Burgundia 1960 zwanzig Teilnehmer an. Ende 1963 trat dann die Burgundia in Folge einer Verstimmung über einen CC-Kandidaten der Alemannia ihrerseits kurzzeitig aus dem Block aus. Wie in vergleichbaren Fällen von Uneinigkeit unter den Blockverbindungen ebnete die Kraft des Freundschaftsbunds die Rückkehr zur Einigkeit und zur Normalisierung der Beziehungen umgehend.

### 1965–1980
Die dreitägige Jubiläumsfeier zum 100-jährigen Bestehen der Burgundia wurde 1965 mit Jubiläumsball, akademischem Festakt, Fackelzug, Festkommers, Festgottesdienst mit Fahnenweihe und einer Thunersee-Rundfahrt begangen. Sie fand beachtlichen Widerhall in der Presse, war aber zugleich der letzte grosse Auftritt der Burgundia in der Berner Öffentlichkeit.
Der Aufbruch der Jugend in den sechziger Jahren blieb nicht ohne Wirkung auf die Verbindung. Das Ende der Farbentragpflicht an der Universität (1971) war hierzu nur das äussere Zeichen. Weder die bis anhin Rückhalt verleihende christliche Doktrin, noch couleurstudentische Ideale, noch ein neuformulierter («neuromantischer») und nach aussen sichtbarer Patriotismus vermochten der linken Vision der 68er gleichgewichtige Schlagkraft entgegenstellen. Es drohte die politische und gesellschaftliche Isolation, der Wandel der identifikationsstiftenden Verbindungsmitgliedschaft zum wenig verbindlichen Teil der persönlichen Freizeitgestaltung. Während der Schweizerische Studentenverein die Rettung im gesellschaftlichen und politischen Pluralismus suchte, riefen die Burgunder im Block zur Einheit und zur historisch vorgegebenen Verantwortung auf (1968/69). Die Kräfte sollen konzentriert statt pluralistisch verwässert werden, dem «gesellschaftspolitischen Leitbild» des Vereins wurde mit Opposition begegnet. Durch erneutes Engagement und intensive Arbeit im Block und im Gesamtverein (Burgunder in mehreren Block-dominierten Zentralkomitees: 1971/72, 1972/73, 1974/75, 1977/78, 1978/79) ergingen neue Impulse durch die Burgundia. Das Engagement erstreckte sich auch auf die Hochschulpolitik auf dem Platze Bern, wo die Burgundia in der Liste «Vorwärts» und der Fraktion «Spektrum» Studentenräte portierte und den «Berner Studenten» herausgab.

## Komment- und Statuteneigenschaften
Die AKV Burgundia kennt einige Eigenheiten in ihrem Komment, die sie von anderen Verbindungen des Schw. StV und des Blocks abhebt. So ist es beispielsweise erlaubt, an Kneipen, Kommersen und Conventen mehrere Stöffer vor sich zu haben. Als kommentmässige Stöffer gelten dabei Bier, Wein sowie der Burgunderkaffe, welcher jedoch nur zu speziellen Anlässen serviert wird. Durch das Erlauben mehrere Stöffer ergibt sich auch die Eigenheit des Burgunderkreuzes, wonach zwischen Vor- und Nachtrinken zweier Parteien zusätzlich mit einem weiteren Quantum über das Kreuz gestiegen werden kann, was dem Zeitgewinn und dem taktischen Trinken dient. Des Weiteren wird sich nach Erhalt eines Tempus nicht zurückgemeldet, da nach der Devise „Ein Burgunder findet immer an den Stamm zurück“ gelebt wird.

## Paten- und Freundschaftsverbindungen
Mit der AV Semper Fidelis, der Sectio Brigensis und der GV Palatia Solodorensis steht die AKV Burgundia in patenschaftlichem Verhältnis zu drei Studentenverbindungen. Der Semper Fidelis in Luzern und der Sectio Brigensis in Brig konnte die Sektion Bern schlechterdings Patin stehen, zumal sie erst 22 Jahre später als diese beiden Verbindungen gegründet wurde. Das «verbindungsbiologisch» überraschende Patenschaftsverhältnis ergab sich vielmehr durch den Zustrom an neuen Mitgliedern aus den nahen Stammlanden Innerschweiz und Wallis und die sich dadurch ergebenden engeren Beziehungen der Berner Sektion mit den dort bestehenden Verbindungen Semper Fidelis und Brigensis. Für eine Gymnasialverbindung war es umgekehrt durchaus erstrebenswert, eine akademische Patenverbindung zu haben und sie an den Kommersen und Verbindungsfeiertagen unter den Ehrengästen zu wissen. Luzern und das Wallis gehörten neben St. Gallen seit jeher zu den mitgliederstärksten Kantonen in der Burgundia und das dürfte auch – neben der geografischen Nähe – die Entstehung der Patenschaften erklären.
Die Patenschaft der Burgundia über die Palatia Solodorensis ist weniger alt und im Archiv der Burgundia gut dokumentiert. Im Jahr ihrer Gründung, im Sommersemester 1955, ersuchte die Palatia die Burgundia um die Übernahme der Patenschaft. Zwar hatte die Solothurner Kantonsregierung dem Anschluss der Palatia an den StV noch nicht zugestimmt, aber der BC der Burgundia entsprach dem Gesuch mit Applaus. Die Palatia wurde im gleichen Jahr als einzige Verbindung eingeladen, mit einer Delegation an der Feier zum 90-jährigen Bestehen der Burgundia teilzunehmen.
Zur Verbindungsfreundschaft mit der AV Austria Innsbruck, der ältesten Korporation des Cartellverbandes der katholischen österreichischen Hochschulverbindungen (ÖCV) kam es nach dem Zweiten Weltkrieg im Rahmen einer durch den StV orchestrierten Unterstützungsaktion des ÖCV. Zwei Austrier, die im November 1945 in Bern weilten, äusserten den «Herzenswunsch, dass die Burgundia das Patronat über ihre Verbindung übernehme.» Erwünscht war nicht nur materielle Hilfe, sondern vor allem moralische Unterstützung. Die Austria zählte Anfang WS 1945/46 neben acht Burschen etwa 80 Füchse. Es kam in der Folge zu mehreren gegenseitigen Besuchen und zu konkreten Hilfeleistungen zugunsten der Austria. Zu Problemen führte ein Berner Besuch von 1946, bei welchem die Burgunder die Möglichkeiten der Austria über Gebühr strapazierten und ein in der Folge ausgeschlossenes Mitglied der Burgundia die Gefühle der Gastgeber so tief verletzte, dass die junge Freundschaft beinahe zerbrach. Dank guter persönlicher Freundschaften konnte die Krise überwunden werden. Die Burgundia wurde im Februar 1949 offiziell in den Bund der Freundschaftsverbindungen des ÖCV aufgenommen.

## Gipfelkreuz auf dem Eggerhorn
Auf Initiative zweier Altherren beschloss die Burgundia im Sommer 1995 ein Gipfelkreuz in den Walliser Alpen zu stiften. Ein geeigneter Standort fand sich mit dem Eggerhorn (2503 m ü. M.), das zwischen den drei Dörfern Ausserbinn, Binn und Ernen aufragt und Aussicht auf die Berner Alpen, das Goms und das Aletschgebiet gewährt. Im Rahmen des Jubiläums 130 Jahre AKV Burgundia wurde das aus altem Holz der Berglärche gezimmerte Kreuz am 8. November 1995 aufgerichtet. Die feierliche Einweihung nahm am 8. September 1996 der emeritierte Kardinal Henri Schwery vor. Seither wird im Zweijahresrhythmus eine Gipfelmesse gehalten, an der neben bergtüchtigen Burgundern auch die Bewohner des Binntals teilnehmen und die mit einem Alpfest beschlossen wird.

## Selbstverständnis
Ein Charakteristikum der Burgundia ist die im jeweiligen historischen Kontext unterschiedlich hervortretende Heterogenität ihrer Mitglieder. Sowohl Jung- als auch Alt-Burgundia zeichneten sich stets durch die Vielfalt der Herkunft ihrer Mitglieder aus, geographisch, sozial, bezüglich absolvierter Gymnasien und der Fakultäten in der Aktivitas, der Berufe, Ämter und Engagements in Gesellschaft, Politik, Kultur und Kirche in der Altherrenschaft. In ihrer langen Geschichte war die Burgundia dabei immer auch im Stande, Aussenseiter und Einzelgänger zu integrieren, was zu einem weiten Spektrum von Charakteren und Ideen führte. Der Umgangston der Verbindung hat nicht städtischen Schliff, vielmehr verrät er die Herkunft der Mitglieder aus den verschiedensten Landesgegenden.
Als Verbindung pflegt die Burgundia ein ausgeprägtes Eigenleben. Solidarität und Zuverlässigkeit gegenüber Gleichgesinnten – je nach Phase lassen sich Partei, Universität, Kirche, StV, Block oder CC Bern nennen – nehmen einen bedeutenden Rang ein, dennoch lässt sich die Burgundia nicht gerne einspannen.

## Bekannte Mitglieder (Auswahl)

### Eidgenössische Magistraten
| Name               | Amt, Amtszeit                             | Eintritt Burgundia |
| ------------------ | ----------------------------------------- | ------------------ |
| Escher, Josef      | Bundesrat 1950–1954                       | 1907/08            |
| Holenstein, Thomas | Bundesrat 1954–1959, Bundespräsident 1958 | 1916/17            |
| Huber, Karl        | Bundeskanzler 1968–1981                   | 1934/35            |
| Egli, Alphons      | Bundesrat 1982–1986, Bundespräsident 1986 | 1947/48            |

### Bundes- und Versicherungsrichter
| Name                   | Amt, Amtszeit                                              | Eintritt Burgundia |
| ---------------------- | ---------------------------------------------------------- | ------------------ |
| Strebel, Jakob         | Bundesrichter 1921–1954, Präsident 1937/38                 | 1909/10            |
| Schönenberger, Wilhelm | Bundesrichter 1936–1964, Präsident 1961/62                 | 1921               |
| Nietlispach, Emil      | Versicherungsrichter 1942–1960, Präsident 1950/51, 1958/59 | 1907/08            |
| Hausheer, Heinz        | Bundesrichter 1981–1990                                    | 1957/58            |

### Ständeräte
| Name           | Kanton    | Amt, Amtszeit                | Eintritt Burgundia |
| -------------- | --------- | ---------------------------- | ------------------ |
| Wyrsch, Jakob  | Nidwalden | 1894–1925                    | 1865               |
| Zust, Albert   | Luzern    | 1929–1943, Präsident 1939/40 | 1898/99            |
| Müller, Alois  | Zug       | 1934–1941                    | 1905/06            |
| Egli, Gotthard | Luzern    | 1935–1955, Präsident 1950/51 | 1908               |
| Egli, Alphons  | Luzern    | 1975–1982                    | 1947/48            |
| Danioth, Hans  | Uri       | 1987–1999                    | 1954               |

### Nationalräte
| Name                      | Kanton           | Amt, Amtszeit                           | Eintritt Burgundia |
| ------------------------- | ---------------- | --------------------------------------- | ------------------ |
| Eggspühler, Xaver         | Aargau           | 1902–1930                               | 1885               |
| Wyrsch, Alfred            | Aargau           | 1907–1924                               | 1893               |
| Cattori, Giuseppe         | Tessin           | 1912–1919                               | 1887/88            |
| Kurer, August             | Solothurn        | 1917–1919, 1922–1925                    | 1895/96            |
| Strebel, Jakob            | Aargau           | 1919–1920                               | 1909/10            |
| Schwander, Vital          | Schwyz           | 1919–1925                               | 1901               |
| Bossi, Johann             | Graubünden       | 1919–1943                               | 1898/99            |
| Seiler, Hermann           | Wallis           | 1920–1925                               | 1900               |
| Pitteloud, Cyrille-Adrien | Wallis           | 1921–1928                               | 1913/14            |
| Nietlispach, Emil         | Aargau           | 1922–1942, Präsident 1940/41            | 1907/08            |
| Brügger, Anton            | St. Gallen       | 1924–1931                               | 1897/98            |
| Escher, Josef             | Wallis           | 1925–1931, 1936–1950, Präsident 1948/49 | 1907/08            |
| Winiker, Vinzenz          | Luzern           | 1925–1931, 1943–1951                    | 1905/06            |
| Dähler, Edmund            | Appenzell I. Rh. | 1926–1935                               | 1896/1897          |
| Guntli, Eduard            | Altstätten SG    | 1928–1933                               | 1895/96            |
| Ceppi, Joseph             | Bern (Jura)      | 1928–1939                               | 1888/89            |
| Métry, Rudolf             | Wallis           | 1932–1936                               | 1909               |
| Condrau, Joseph           | Graubünden       | 1935–1963, Präsident 1956/57            | 1918               |
| Holenstein, Thomas        | St. Gallen       | 1937–1953, Präsident 1952/53            | 1916/17            |
| Bürgi, Konrad             | Zürich           | 1939–1943                               | 1895/96            |
| Riva, Waldo               | Tessin           | 1943–1947                               | 1925/26            |
| Schnyder, Oskar           | Wallis           | 1943–1948                               | 1920               |
| Albrecht, Luigi           | Graubünden       | 1943–1955                               | 1911/12            |
| Eisenring, Theodor        | St. Gallen       | 1947–1961                               | 1919/20            |
| de Courten, Paul          | Wallis           | 1947–1955                               | 1920/21            |
| Fischer, Hans             | Luzern           | 1951–1963                               | 1924               |
| Rohner, Walter            | Bern             | 1967–1971                               | 1965               |
| Lehner, Innozenz          | Wallis           | 1967–1975                               | 1944               |
| Eng, Franz                | Solothurn        | 1971–1987, Präsident 1982/83            | 1950/51            |
| Weber, Leo                | Aargau           | 1975–1987                               | 1944/45            |
| Fischer, Theo             | Luzern           | 1983–1995                               | 1954/55            |
| Ruppen, Franz             | Wallis           | 2015–2021                               | 1991               |